# Lee Lorch

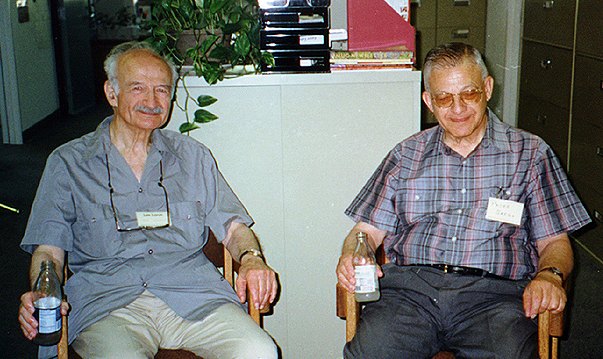
Lee Lorch (links) und Peter Szego auf der Konferenz für afroamerikanische Forscher in den mathematischen Wissenschaften (CAARMS), Mathematical Sciences Research Institute (MSRI), Berkeley, Kalifornien, im Juni 1995

Lee Alexander Lorch (* 20. September 1915 in New York City; † 28. Februar 2014 in Toronto, Kanada) war ein US-amerikanischer Mathematiker und Aktivist. Er hat Beiträge zu verschiedenen Teilbereichen der klassischen Analysis geleistet, zur Fourier-Analysis, zu gewöhnlichen Differentialgleichungen und zu speziellen Funktionen.

## Leben und Werk
Lorch war einer von zwei Söhnen und zwei Töchtern von Adolph Lorch und der Lehrerin Florence Mayer Lorch. Sein Vater wurde in Deutschland geboren, wanderte 1887 in die USA aus und wurde 1900 eingebürgert. Die Familie seiner Mutter wanderte aus Elsass-Lothringen aus. Er besuchte die Townsend Harris High School in Manhattan und erhielt 1932 seinen Abschluss mit einem staatlichen Stipendium für ein Studium an der Cornell University. Er studierte Mathematik an der Cornell University und erwarb 1935 einen Bachelor of Arts. Danach studierte er an der University of Cincinnati, wo er 1936 einen Master-Abschluss erhielt. Er  promovierte dort 1941 bei Otto Szász mit der Dissertation Some Problems on the Borel Summability of Fourier Series. In seiner Dissertation gab er Abschätzungen für die Lebesgue-Konstanten der Borel-Summe in einigen Beispielen divergenter Fourier-Reihen von stetigen Funktionen. C. N. Moore hatte zuvor bewiesen, dass die Divergenz der Fourier-Reihen aus der Unbeschränktheit der Lebesgue-Konstanten folgt, Lorchs Abschätzungen gaben eine quantitative Version dieses Resultats. Zu dieser Thematik hatte er in den 50er Jahren eine Reihe von Veröffentlichungen in wichtigen Fachzeitschriften, später arbeitete er mit Peter Szego über Abschätzungen für singuläre Integrale und höhere Monotonieeigenschaften gewisser Sturm-Liouville-Funktionen.
Nach seiner Promotion arbeitete er als Mathematiker für das National Advisory Committee for Aeronautics, das ihn vom Militärdienst befreite. Er kündigte 1943, um in die US-Armee einzutreten. Kurz bevor er nach Übersee versetzt wurde, heiratete er Grace Lonergan. Er wurde in Indien und im pazifischen Kampfgebiet des Zweiten Weltkriegs eingesetzt, bevor er 1946 demobilisiert wurde.
Nach dem Krieg war er Assistenzprofessor am City College of New York (CCNY) und lebte mit seiner Frau und Tochter in Stuyvesant Town–Peter Cooper Village, einem New Yorker Wohnprojekt der Metropolitan Life Insurance Company, das in Manhattans First Avenue für die Kriegsveteranen gebaut worden war. Er beantragte bei Metropolitan Life, Afroamerikanern die Anmietung von Wohnungen in Stuyvesant Town zu ermöglichen. Er war stellvertretender Vorsitzender des Mieterkomitees und er versuchte sowohl durch die Gerichte als auch durch Beeinflussung der öffentlichen Meinung die Diskriminierung zu beenden. Das Gerichtsverfahren wurde bis zum Obersten Gerichtshof fortgesetzt, scheiterte jedoch. Bei der Beeinflussung der öffentlichen Meinung war er erfolgreicher. Wegen seiner politischen Aktivitäten wurde er 1949 vom CCNY entlassen, obwohl die Mathematikabteilung ihn befördern wollte.
Aufgrund seiner mathematischen Fähigkeiten wurde er im Herbst 1949 zum Assistenzprofessor an der Pennsylvania State University ernannt. Als die Familie umzog, erlaubten sie einer afroamerikanischen Familie ihre Wohnung in New York zu bewohnen. 1950 wurde er daraufhin wieder entlassen, worauf er als Associate Professor an der Fisk University in Nashville, Tennessee, eingestellt und zum stellvertretenden Leiter der Mathematikabteilung ernannt wurde. Ein Jahr später wurde er Leiter der Mathematikabteilung und betreute auch mehrere Abschlussarbeiten. Während dieser Zeit inspirierte er viele junge Menschen dazu, Mathematiker zu werden, darunter Etta Zuber Falconer, Gloria Conyers Hewitt und Vivienne Malone-Mayes. 1951 protestierte er, als die Mathematical Association of America ein regionales Treffen in einem Hotel nur für Weiße in Nashville, Tennessee, abhielt, bei dem keine afroamerikanischen Mitglieder der Vereinigung zugelassen wurden.
Der Oberste Gerichtshof der Vereinigten Staaten erklärte am 17. Mai 1954 die Trennung in der öffentlichen Bildung für verfassungswidrig. Er und seine Frau beschlossen angesichts dieser Entscheidung, ihre Tochter in die Schule zu schicken, die ihrem Haus am nächsten lag und eine Schule für Afroamerikaner war. Die Schulbehörde von Nashville lehnte es jedoch ab, ihrer Tochter den Schulbesuch zu gestatten. Aufgrund dieses Gesuches wurde er von dem Komitee für unamerikanische Umtriebe bezüglich einer Mitgliedschaft in der Kommunistischen Partei befragt. Da er sich weigerte zu antworten, wurde er nach Überprüfung der Treuhänder des Fisk College wieder entlassen und wurde an das Philander Smith College in Little Rock, Arkansas, berufen. Hier wurde er 1957 Vorsitzender der Mathematikabteilung.
Nachdem er mit seiner Familie nach Little Rock gezogen war, wurden sie aktive Unterstützer der National Association for the Advancement of Colored People (NAACP). Ein Antrag, dass ihre Tochter Alice eine Grundschule für Afroamerikaner in Little Rock besuchen darf, wurde auch hier von der Schulbehörde abgelehnt.
Lorch und seine Ehefrau waren mit der Geschichte der Little Rock Nine und dem Kampf um die Desegregation der Little Rock Central High School verbunden. Am ersten Schultag sollten 1957 die ersten afroamerikanischen Schüler drei Jahre nach der offiziellen Aufhebung der Rassentrennung in amerikanischen Schulen die Little Rock Central High School in Little Rock besuchen. Die fünfzehnjährige Elizabeth Eckford kam alleine an und sah sich einem wütenden Mob gegenüber, der sie zu lynchen drohte. Grace Lorch rettete Eckford und begleitete sie nach Hause. Die Rettung von Eckford machte die Familie Lorch zum Ziel von Belästigungen und Drohungen. Dynamit wurde in ihre Garage gestellt, ihre Tochter Alice wurde in der Schule gemobbt und Grace Lorch wurde vom Unterausschuss für innere Sicherheit des Senats vorgeladen.
Wegen des Drucks durch offizielle Belästigung und die anhaltende Arbeitsplatzunsicherheit verließ die Familie Lorch im Frühjahr 1958 Little Rock. Nachdem Lee Lorch von den meisten US-Universitäten auf eine Schwarze Liste gesetzt worden war, zog er mit seiner Familie nach Kanada und nahm eine Stelle an der University of Alberta in Edmonton an. 1968 wechselte er an die York University in Toronto und lehrte dort bis zu seiner Pensionierung 1985.

## Anerkennungen
Lorch wurde für seine akademische Arbeit mit einem Stipendium in der Royal Society of Canada, der Wahl in die Councils der Canadian Mathematical Society, der American Mathematical Society und der Royal Society of Canada ausgezeichnet.
Zwei der Colleges, die ihn entlassen hatten, die Fisk University und die CCNY, verliehen Lorch Ehrendoktorwürden. 1990 wurde er auch von der US National Academy of Sciences und 1999 vom Spelman College geehrt. 2003 verlieh ihm die International Society for Analysis, its Applications and Computation eine Ehrenmitgliedschaft für herausragende mathematische Beiträge und für seinen Einsatz für Benachteiligte und den Weltfrieden.
2007 wurde er durch die Mathematical Association of America mit dem Yueh-Gin Gung and Dr. Charles Y. Hu Distinguished Service to Mathematics Award ausgezeichnet. 2007 war er der erste kanadische und einer von nur 17 Nichtkubanern, die in die kubanische Akademie der Wissenschaften gewählt wurden. 2012 wurde er Mitglied der American Mathematical Society.

## Veröffentlichungen (Auswahl)
- The Lebesgue constants for Borel summability. Duke Math. J. 11, 459–467 (1944).
- The Lebesgue constants for (E,1) summation of Fourier series. Duke Math. J. 19, 45–50 (1952).
- Asymptotic expressions for some integrals which include certain Lebesgue and Fejér constants. Duke Math. J. 20, 89–103 (1953).
- Derivatives of infinite order. Pacific Journal of Mathematics 3, 773–778 (1953).
- The principal term in the asymptotic expansion of the Lebesgue constants. American Mathematical Monthly, 245–249 (1954).
- mit Peter Szego: A singular integral whose kernel involves a Bessel function. Duke Math. J. 22, 407–418 (1955).
- The limit of a certain integral containing a parameter. American Mathematical Monthly, 433 (1955).
- mit Peter Szego: Higher monotonicity properties of certain Sturm-Liouville functions. Acta Math. 109, 55–73 (1963).